# Matthias Duan Yin-ming
Matthias Duan Yin-ming (chinesisch 段荫明, Pinyin Duàn Yìnmíng; * 22. Februar 1908 in Dachuan, Chinesisches Kaiserreich; † 10. Januar 2001 in Wanzhou, Volksrepublik China) war römisch-katholischer Bischof von Wanzhou.

## Leben
Matthias Duan Yin-ming empfing am 27. März 1937 die Priesterweihe. Papst Pius XII. ernannte ihn am 9. Juni 1949 zum Bischof von Wanzhou. 
Die Bischofsweihe spendete ihm der Erzbischof von Chongqing, Louis-Gabriel-Xavier Jantzen MEP, am 18. Oktober desselben Jahres; Mitkonsekratoren waren René-Désiré-Romain Boisguérin MEP, Bischof von Yibin, und Paul Wang Wen-cheng, Bischof von Nanchong.